# Vimmerby samrealskola
Vimmerby samrealskola var en realskola i Vimmerby verksam från 1920 till 1969.

## Historia
Skolan föregicks av Vimmerby trivialskola som senast 1860 ombildades till Vimmerby lägre elementarläroverk som 1879 ombildades till  Vmmerby lägre allmänna läroverk vilken 1905 ombildades till Vimmerby samskola som 1928 ombildades till Vimmerby samrealskola.
Realexamen gavs från 1909 till 1969.
Skolbyggnaden uppfördes 1907 ritad av Georg A. Nilsson, där efter realskolan Tullportsskolan huserade, senare Stångådalens gymnasium och därefter Vimmerby gymnasium.

## Rektor
- 1896–1898 Karl Georgi[6]

### Kollegor
- 1860–1898 Johan Frössberg[6]